# Lara Cardella
Lara Cardella (* 13. November 1969 in Licata) ist eine italienische Schriftstellerin.
Ihr erstes Buch Ich wollte Hosen (italienisch: Volevo i pantaloni), das sie im Alter von 19 Jahren schrieb, erreichte rasch die Bestsellerlisten und führte in Sizilien, wo sie lebt, zu einem Skandal, da es den Chauvinismus und die Engstirnigkeit des modernen Siziliens kritisiert. Der Roman wurde in viele Sprachen übersetzt und 1990 von Maurizio Ponzi verfilmt.
Die weiteren Bücher von Lara Cardella erreichten den Erfolg des ersten Romans nicht.

## Werke
- Volevo i pantaloni. Mondadori, Mailand 1989; deutsch: Ich wollte Hosen. Aus dem Italienischen von Christel Galliani. Fischer, Frankfurt am Main 1990, ISBN 3-596-10185-9, Reclam, Stuttgart 2020, ISBN 978-3150199671.
- Intorno a Laura. Mondadori, Mailand 1991; deutsch: Laura, Fischer Verlag, Frankfurt am Main 1992, ISBN 3-596-11071-8
- Fedra se ne va. Mondadori, Mailand 1992; deutsch: Fedra, Fischer-Verlag, Frankfurt am Main 1993, ISBN 3-596-11777-1
- Una ragazza normale. Mondadori, Mailand 1994; deutsch: Ragazza, Fischer, Frankfurt am Main 1995, ISBN 3-596-12678-9
- Volevo i pantaloni 2. Mondadori, Mailand 1995
- Detesto il soft. Rizzoli, Mailand 1997
- Finestre accese. Rizzoli, Mailand 2000
- 131 km/h, Barbèra, Siena 2012
- Io non farò rumore, Barbèra, Siena 2013